# Lunde-Bahn
| Lunde-Bahn                                 | Lunde-Bahn          |
| ------------------------------------------ | ------------------- |
| Eröffnung der Lunde-Bahn am 19. April 1943 |                     |
| Spurweite:                                 | 600 mm (Schmalspur) |
|                                            |                     |

Die Lunde-Bahn war eine von der deutschen Besatzungsmacht im Zweiten Weltkrieg erbaute und ab dem 19. April 1943 betriebene Militär-Feldbahn bei Farsund in Norwegen.

## Streckenverlauf

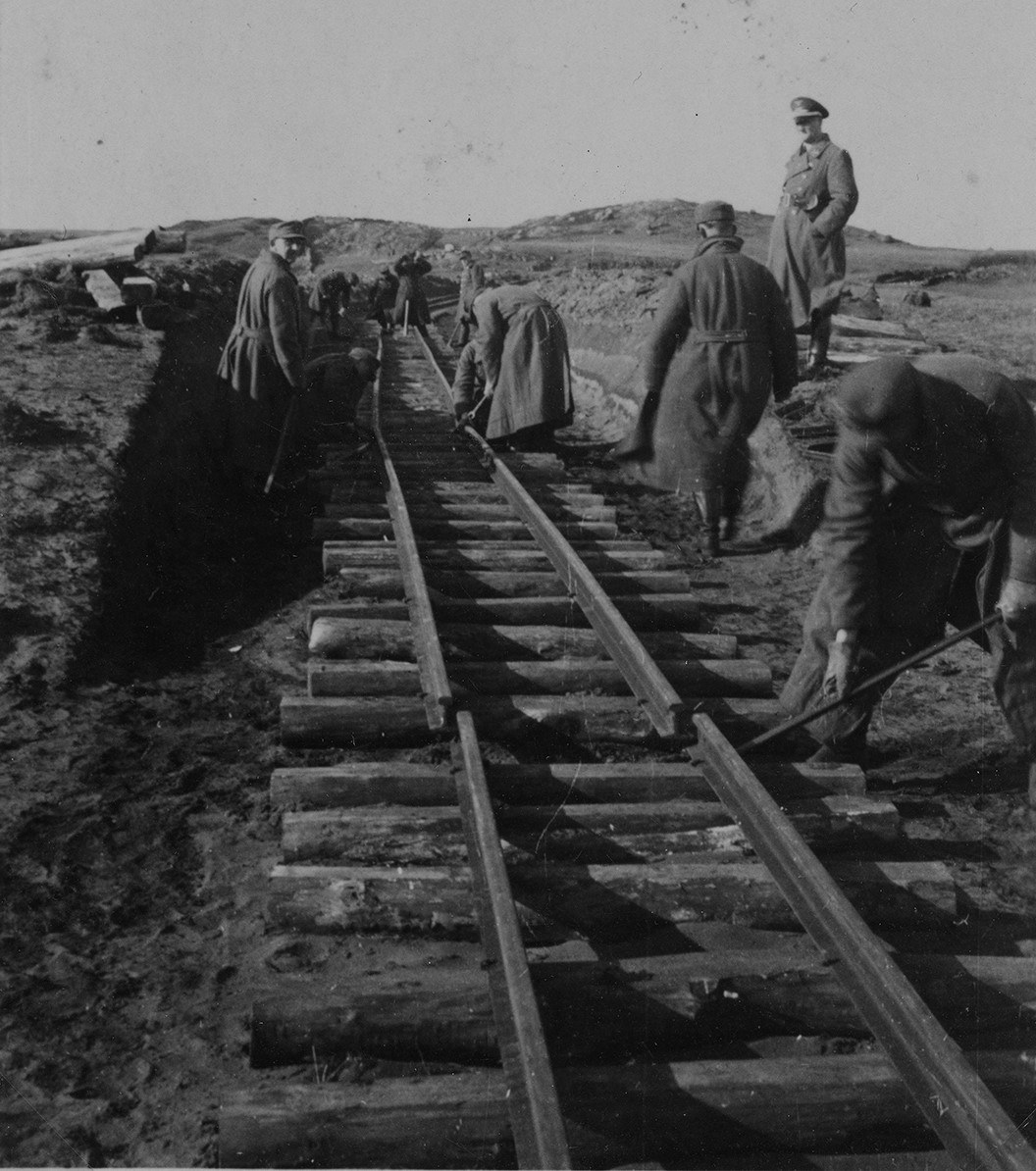
Verlegung des Schmalspurgleises

Die Strecke verlief von der Kaianlage in Lundevågen zum Flughafen, mit einer Abzweigung zu einem Steinbruch in Mabergåsen, wo es auch eine Werkstatt gab.
Die Bauarbeiten wurden von Hauptmann Burwick geleitet.
Aufgrund von Lieferschwierigkeiten waren keine Nägel zum Befestigen der Schienen auf den Schwellen verfügbar. Daher wurden vor Ort 11.000 Nägel geschmiedet.

## Lokomotiven
Bei der Eröffnung wurden zwei Henschel-Dampflokomotiven der Firma Wilh. Wahmann Tiefbau, Bochum, eingesetzt.
| Nr. | Foto | Beschriftung und Werksnummern |
| --- | ---- | --- |
| 42  |      | |
| 65  |      | Nach des Führers Plan bauten wir die LUNDE-BAHN |
| 70  |      | Räder müssen rollen für den Sieg! |
|     |      | Links Henschel Danzig (Nr. 17495/1929) und rechts Orenstein & Koppel LD2 (Nr. 5086/1933 oder Nr. 7024/1936) |
|     |      | Von links: Ein Menck-Mb-Seilbagger sowie die Dampflokomotiven Henschel Typ Monta, Monta, O&K (50–60 PS, möglicherweise Nr. 12643/1935) und noch eine Monta vor dem Dampfschiff DS Roald Jarl am Kai in Farsund, wohl im Herbst 1940 |

Die Lokomotiven wurden per Schiff von Deutschland importiert und im Hafen von Farsund entladen. Zum Betrieb wurden 14 Dampf- und Diesellokomotiven eingesetzt, allerdings wurden diese aufgrund von Treibstoffmangel meist nicht gleichzeitig eingesetzt.

## Wagen
Bei der Eröffnung der Bahn wurde auch ein mit Tannenzweigen geschmückter Zug mit improvisierten Schutzhütten und einer Feldküche für die Versorgung der Bauarbeiter vorgestellt, die mit Propaganda-Gedichten beschriftet waren.

## Gebäude
Das Bahnhofsgebäude war ein großes, hölzernes Lagerhaus mit Bahnsteig, das zwischen 1943 und 1944 erbaut wurde. In der Nachkriegszeit wurde es vor allem als Lagerhaus genutzt. Die Gemeinde hat im August 2009 entschieden, dass es innerhalb von zwei bis drei Wochen abgerissen werden sollte. Daraufhin haben freiwillige Heimatkundler die Gebäudeteile abgebaut und flach verpackt eingelagert, um sie im Lista-Festungs-Museum wiederaufzubauen.

## Betrieb
Die Bahn diente vor allem dem Transport von Baumaterial zum Bunker- und Flugplatzbau in Lista. Die Deutsche Luftwaffe hatte bereits im September 1940 mit dem Bau begonnen. Er waren Teile einer groß angelegten militärischen Befestigungsanlage, der so genannten Lista-Festung, die Teil des Atlantikwalls war. Der im April 1941 eröffnete erste Bauabschnitt bestand aus einer 1.700 mal 120 Meter langen Holzbahn. Der zweite Bauabschnitt mit einigen Betriebsgebäuden und einer 1.571 mal 80 Meter langen Betonstartbahn wurde 1944 abgeschlossen. Drei der damals gebauten Hangars stehen heute noch.